# فرودگاه کوبدن/بروس مک‌فایل مموریال
فرودگاه کوبدن/بروس مک‌فایل مموریال (به انگلیسی: Cobden/Bruce McPhail Memorial Airport) یک فرودگاه خصوصی است که یک باند فرود چمن دارد و طول باند آن ۶۱۰ متر است. این فرودگاه در کشور کانادا قرار دارد و در ارتفاع ۱۵۲ متری از سطح دریا واقع شده‌است.